# Funiculaire Les Arcs' Express
De Funiculaire Les Arcs' Express, voorheen Funiculaire Arc-en-Ciel, is een kabelspoorweg tussen het station Bourg-Saint-Maurice in de Tarentaisevallei en Arc 1600 in het wintersportgebied Les Arcs, gelegen in het departement Savoie in de Franse Alpen. Het basisstation bevindt zich op 810 meter, de eindhalte op 1620 meter. Er zijn twee tussenstoppen. De kabelspoorweg is 2,9 kilometer lang. Ze werd in februari 1989 in gebruik genomen ter vervanging van een kabelbaan uit 1974. Er rijden 2 treinen die elk plaats bieden aan 270 inzittenden. In 2018 en 2019 werden zowel de haltes als het rollend materieel grondig gerenoveerd.

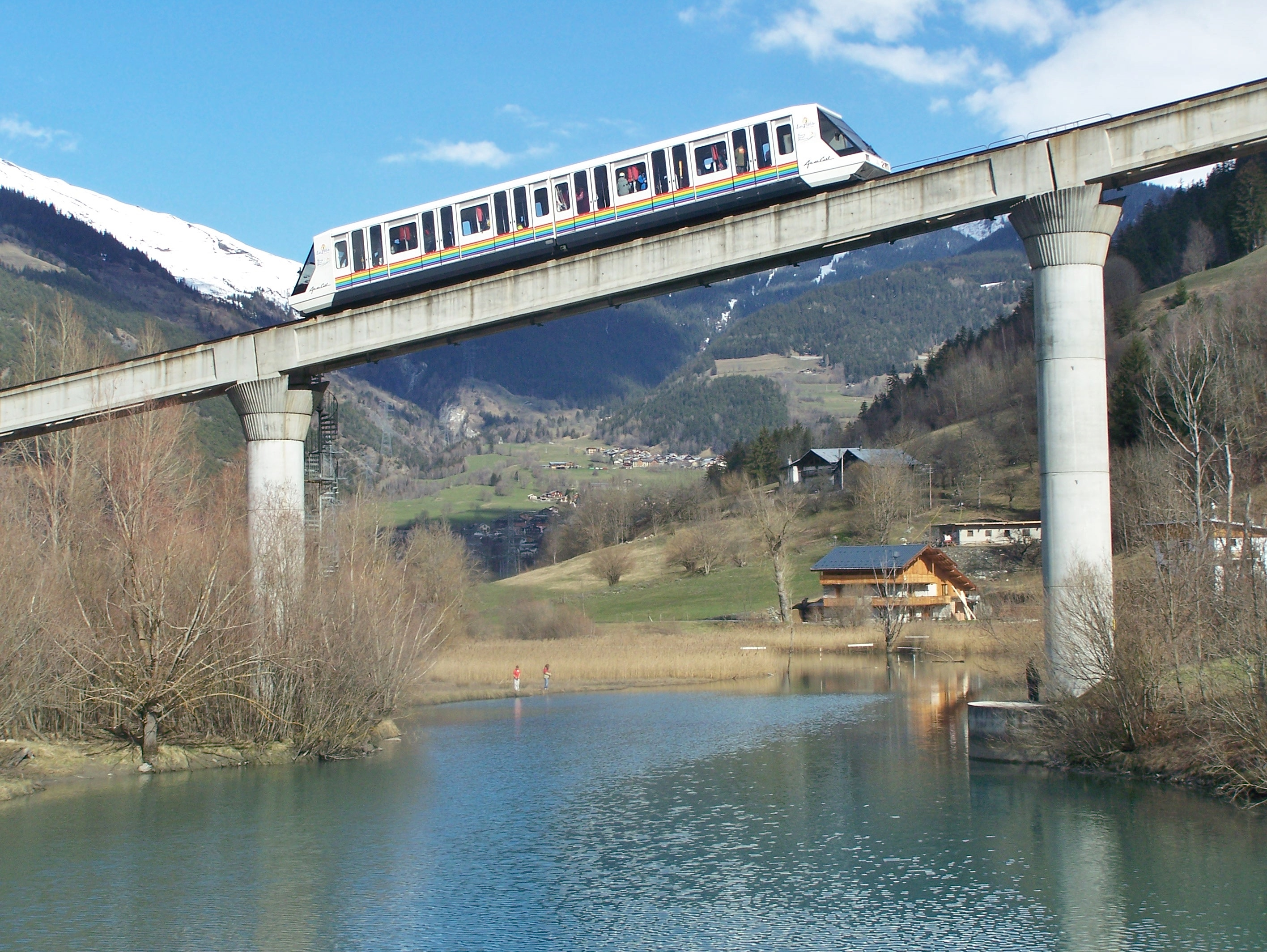
Viaduct over de Isère (2007)
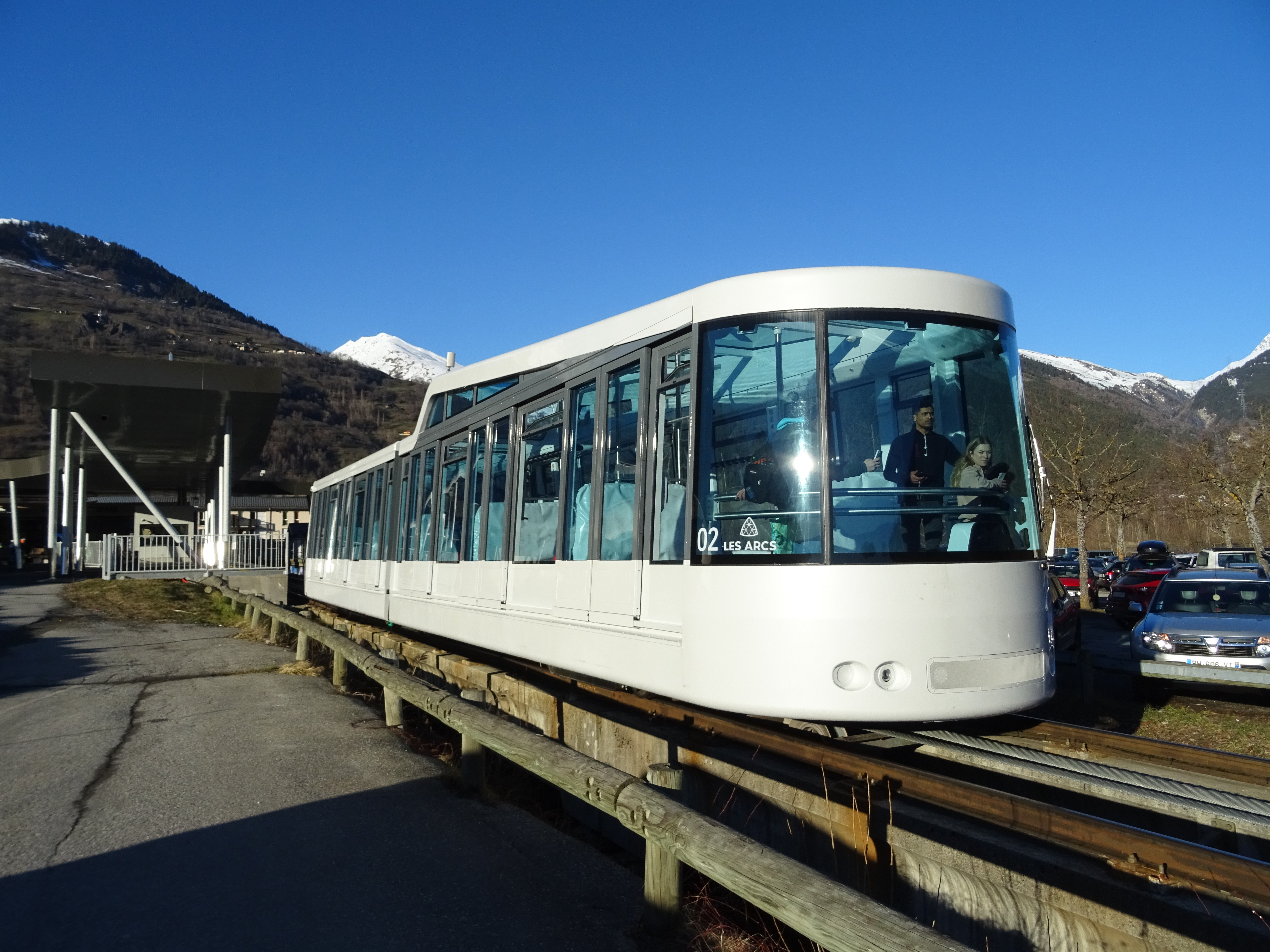
Nieuw treinstel verlaat het basisstation (2020)